# Бантели
Бантели (фр. Banthelu) је насељено место у Француској у региону Париски регион, у департману Долина Оазе.
По подацима из 2011. године у општини је живело 125 становника, а густина насељености је износила 15,43 становника/km².

## Демографија
| 1962. | 1968. | 1975. | 1982. | 1990. | 2011. |
| ----- | ----- | ----- | ----- | ----- | ----- |
| 122   | 108   | 123   | 119   | 125   | 125   |